# Licence to Kill (film)
Licence to Kill is de zestiende James Bondfilm, geproduceerd door EON Productions, met Timothy Dalton als James Bond, uitgebracht in 1989. De film onderscheidt zich omdat Bond in deze film op een persoonlijke wraakmissie gaat, terwijl hij in de romans persoonlijke wraak altijd afkeurde. Het is een van de gewelddadigste Bondfilms. Timothy Dalton speelt een koude en meedogenloze James Bond. Volgens kenners komt de Bond van Dalton het dichtst bij de Bond zoals schrijver Ian Fleming het bedoeld heeft.

## Verhaal
James Bond is met zijn vriend Felix Leiter, een CIA-agent, op weg naar diens huwelijk in Florida, met Bond als getuige. Onderweg horen ze van DEA-collega's van Leiter dat de drugsbaron Franz Sanchez gevonden is op de Bahama's. Leiter laat deze kans niet liggen en vertrekt net voor de huwelijksmis, samen met Bond, naar het eiland waar Sanchez zich bevindt. Sanchez probeert te ontkomen in een vliegtuig, maar wordt met een helikopter gevangengenomen. Leiter en Bond zijn net op tijd terug voor het huwelijk met Della. Bond krijgt daar een gegraveerde zilveren aansteker cadeau.
Kort daarna ontsnapt Franz Sanchez dankzij de hulp van de omgekochte DEA-agent Ed Killifer. Sanchez is uit op wraak en stuurt een paar van zijn mannen naar het huis van Felix Leiter, onder leiding van zijn vertrouweling Dario. Die vermoorden Della en nemen Felix mee naar Sanchez. Sanchez geeft de opdracht om Felix aan een haai te voeren.
Bond, die net op het punt staat op een missie te gaan, hoort op de luchthaven dat Sanchez ontsnapt is. Meteen gaat 007 naar het huis van Felix Leiter en vindt daar het lijk van Della en een nog levende Felix, die verder zonder been door het leven moet. Zijn arm wordt later nog gered door de artsen. Het blijkt echter al gauw dat de DEA niet in staat is om iets te ondernemen tegen Sanchez, die het land al uit is, dus besluit Bond het heft in eigen hand te nemen. Hij gaat met Sharkey, een vriend van Felix, op zoek naar iemand die haaien in zijn bezit heeft. Bond stoot op een verdachte handelaar, Milton Krest, en hij besluit om 's nachts een kijkje te gaan nemen in de zaak. Daar vindt hij pakjes cocaïne, verstopt in de maden, en Ed Killifer, die voor het verraad twee miljoen dollar in contant gekregen heeft. Bond werpt Killifer met het geld bij de haai.
Bond wordt echter door M opgewacht in het Hemingway House en krijgt de opdracht om te stoppen met de zaak. Bond weigert dit omdat de Amerikanen niets doen. De enige die deze zaak kan oplossen, is Bond zelf. Bond neemt ontslag bij de Geheime Dienst en zijn licentie om te doden wordt ingetrokken. Maar wanneer Bond zijn wapen moet inleveren, vlucht hij en gaat hij alleen verder zonder de hulp van de Geheime Dienst. Dankzij Sharkey slaagt hij erin om aan boord te komen van de Wavekrest, het schip van Milton Krest. Sanchez' maîtresse Lupe Lamora, die Bond eerder ontmoet had bij de arrestatie, blijkt aan boord te zijn. Krest is uitgevaren om drugs van Sanchez in ontvangst te nemen. Als Krests mannen terugkeren blijken zij Sharkey gevangen en vermoord te hebben. Bond vermoordt de daders en slaagt erin om het watervliegtuig van Sanchez te kapen, waarbij hij met het geld voor de drugslevering aan de haal gaat.
Bond breekt in Leiters huis in en ontdekt dat Leiters documenten gestolen zijn. Ook blijkt dat Leiter een afspraak had gemaakt met de CIA-agente Pam Bouvier voor een geheime ontmoeting. Bond gaat erheen om haar te waarschuwen, zodat ze nog net ontkomen aan een aanval van Sanchez' mannen onder leiding van Dario. Samen met Bouvier trekt Bond naar de republiek Isthmus, een Latijns-Amerikaanse staat waar Sanchez de autoriteiten volkomen in zijn zak heeft. Bond gaat met het gestolen geld naar de bank van Franz Sanchez. Daar zet hij enorme bedragen op een bankrekening en gaat hij in het casino van Sanchez spelen. Bond speelt met grote bedragen en hoopt zo opgemerkt te worden door Sanchez. Dat gebeurt ook en Sanchez roept Bond naar zijn bureau. Daar doet Bond zich voor als een huurmoordenaar die op zoek is naar werk. Sanchez, die een delegatie van Aziatische drugsbaronnen ontvangt, gaat er nog eens over nadenken en laat Bond voorlopig in de gaten houden. Ondertussen is Q in Bonds hotelkamer aangekomen. Die is op Miss Moneypenny's verzoek Bond komen helpen zonder dat de MI6 het weet. Met behulp van Q's gadgets pleegt Bond een aanslag op Sanchez, maar die mislukt, waarna hij wordt gevangengenomen door agenten van MI6 en de politie van Hongkong, die de delegatie drugsbaronnen had geïnfiltreerd. Bond wordt echter gered door mannen van Sanchez. Sanchez denkt dat de agenten de moordaanslag gepleegd hadden en vertrouwt Bond nu.
Bond beweert hierop dat de agenten huurmoordenaars waren, ingehuurd door iemand binnen zijn organisatie die niet te vertrouwen is. Met behulp van Lupe kan Bond wegglippen uit de villa van Sanchez. Pam doet zich voor als loods en vaart het schip de aanslegsteigers in. In de verwarring die ontstaat kan Bond aan boord van de Wavekrest komen en legt het gestolen geld daar in een decompressiekamer. Sanchez vindt het geld daar meent hierop dat Bond de waarheid sprak en vermoordt Krest door de decompressiekamer aan te zetten en de luchtsluis met een bijl open te slaan, waarna Krest explodeert en doodgaat.
Bond heeft nu Sanchez' volledige vertrouwen en mag zelfs mee naar de geheime laboratoria van Sanchez, waar de drugs verwerkt wordt in benzine. Pam Bouvier en Q hebben echter wat bedacht om behulpzaam te zijn. In de laboratoria is namelijk een televangelist, Joe Butcher, werkzaam, wiens uitzendingen een dekmantel zijn voor Sanchez om de prijzen voor drugs door te geven aan afnemers. Bouvier doet zich voor als een fan van Butcher en dringt zo binnen in de basis. Bond is ondertussen door Dario herkend. In het hierop volgende gevecht breekt er brand uit. Bond wordt overmeesterd en bijna door Dario in een cocaïne-vermaler gegooid, maar Pam Bouvier schiet te hulp zodat Dario zelf tot reepjes vlees vermalen wordt.
Sanchez is gevlucht met vier benzinetrucks waar cocaïne in verstopt zit. Pam Bouvier heeft een vliegtuig meegebracht, zodat Bond het konvooi bereiken kan en een wagen kan kapen. In de hieropvolgende achtervolging worden drie van de trucks vernietigd. Aan boord van de laatste truck raken Sanchez en Bond in gevecht: Sanchez snijdt met een kapmes de remleiding door waardoor de truck ongecontroleerd de helling afrolt en crasht. Als Sanchez Bond wil doden haalt Bond de aansteker tevoorschijn om de reden voor zijn verraad te tonen: de aansteker bevat de namen van Felix en Della. Sanchez, die onder de benzine zit, is verrast, waarop Bond gebruik maakt van de situatie, hem in lichterlaaie zet en de truck vliegt de lucht in, en Sanchez is dood.
Later is er door Lupe een groot feest georganiseerd op de villa van Sanchez, die nu van haar is. Leiter belt op met de mededeling dat hij aan het opknappen is en dat M Bond weer terug wil. Hoewel Lupe verliefd op Bond is geworden wijst hij haar af en kiest voor Pam Bouvier.

## De titel
De titel Licence to Kill verwijst naar Bonds 'licentie om te doden', die hij moet afstaan als hij een order van M negeert en met Sanchez wil afrekenen. Dit is de eerste Bondfilm zonder titel van een verhaal van Ian Fleming. Alle boektitels waren reeds gebruikt voor eerdere films en van de titels van de korte verhalen over Bond waren er nog maar weinig over. Licence to Kill is daarom de eerste Bondfilm waarvoor een nieuwe titel bedacht werd. Oorspronkelijk zou de film Licence Revoked (vergunning ingetrokken) heten, maar bij een Amerikaanse testpubliek bleek de titel bij veel mensen de associatie met het rijbewijs op te roepen. Hierop kreeg de film zijn huidige titel, waardoor veel reeds gemaakt promotiemateriaal onbruikbaar werd. Er was even verwarring toen men de titel koos. Zou men nu de Engelse spelling (Licence To Kill) of de Amerikaanse (License To Kill) volgen? Het werd uiteindelijk de Engelse spelling.

## Achtergrond
Het verhaal is niet geïnspireerd op een boek van Ian Fleming maar op de Japanse film Yojimbo uit 1961 waarin de hoofdpersoon infiltreert binnen twee misdaadsyndicaten om ze uit te schakelen door ze subtiel tegen elkaar uit te spelen. Licence to Kill volgt eenzelfde plot waarin Bond het syndicaat van Sanchez nooit zelf met een aanval zou kunnen uitschakelen. Hij kiest er daarom voor om de organisatie van binnenuit te beschadigen door het onderling vertrouwen af te breken.
Ook al is het verhaal niet gebaseerd op een verhaal van Fleming, er zijn wel elementen uit de boeken gebruikt. Het personage Milton Krest is afkomstig uit het verhaal De Hildebrand rariteit uit de bundel For your eyes only. Ook de scène waarbij Lupe op haar rug geslagen wordt met de staart van een pijlstaartrog is afkomstig uit dit boek. De scène waarbij Felix Leiter aan een haai gevoerd wordt komt uit het boek Live and Let Die maar was niet in de gelijknamige film verwerkt.  Het infiltreren bij drugssmokkelaars, om uiteindelijk door een van de aanwezigen herkend te worden, is overeenkomstig aan The Man with the Golden Gun.

## Filmlocaties
- Londen, Engeland
- Bimini, Bahama's

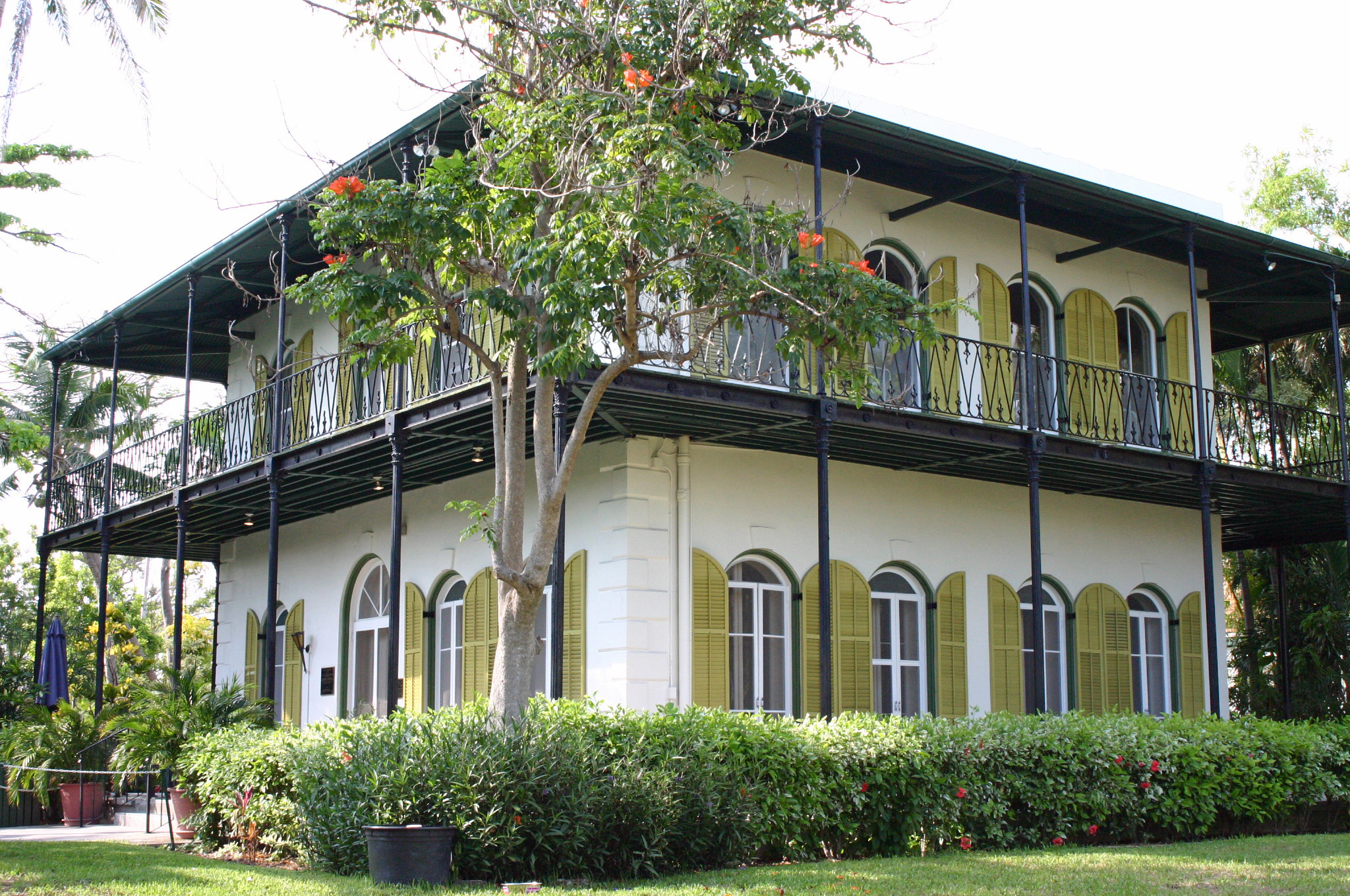
Het Ernest Hemingway House in Key West

- Seven Mile Bridge, Florida Keys in Verenigde Staten
- Isla Mujeres, Mexico
- Ernest Hemingway House in Key West, Verenigde Staten
- Harbour Lights Bar in Key West, Verenigde Staten
- Hoofdpostkantoor van Mexico-Stad, Mexico
- Gran Hotel Cuidad de Mexico, Cuidad, Mexico
- Biblioteca de la Banco de Mexico in Cuidad, Mexico
- Casino Español in Cuidad, Mexico
- Centro Ceremonial Otomí in Temoaya
- Sonorawoestijn bij Mexicali
- Villa Arabesque in Acapulco
- Churubusco-studio's in Mexico-Stad

## Trivia
- David Hedison is de enige acteur die in twee verschillende Bondfilms Felix Leiter speelde, zowel in Live and Let Die als in Licence To Kill, tot Jeffrey Wright deze rol speelde in Casino Royale en Quantum of Solace.
- Dit was de laatste Bondfilm voor acteurs Timothy Dalton, Robert Brown en Caroline Bliss, schrijver Richard Maibaum en producer Albert R. Broccoli.
- De rol van president Hector Lopez wordt gespeeld door Pedro Armendáriz jr., zijn vader speelde Bondhelper Kerim Bey in From Russia with Love (1963).
- Dit is de tweede film waarin Bond niet in Engeland komt. Wel zit er een korte dialoog in tussen M en Moneypenny, die in Londen speelt.

## Rolverdeling

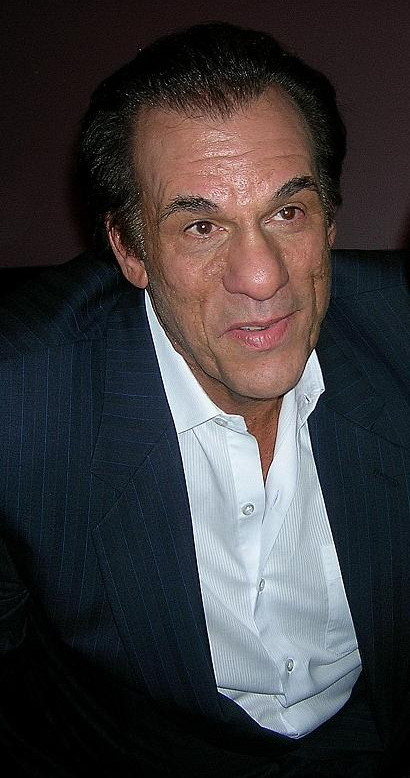
Robert Davi speelde de rol van slechterik Franz Sanchez

| Acteur               | Personage                                     |
| -------------------- | --------------------------------------------- |
| Timothy Dalton       | James Bond                                    |
| Caroline Bliss       | Miss Moneypenny                               |
| Desmond Llewelyn     | Q                                             |
| Robert Brown         | M                                             |
| Carey Lowell         | Pam Bouvier                                   |
| Robert Davi          | Franz Sanchez                                 |
| Talisa Soto          | Lupe Lamora                                   |
| Benicio Del Toro     | Dario                                         |
| David Hedison        | Felix Leiter                                  |
| Anthony Zerbe        | Milton Krest                                  |
| Everett McGill       | Ed Killifer                                   |
| Wayne Newton         | Professor Joe Butcher                         |
| Anthony Starke       | Truman-Lodge                                  |
| Priscilla Barnes     | Della Leiter                                  |
| Don Stroud           | Kolonel Heller                                |
| Pedro Armendáriz Jr. | President Hector Lopez (als Pedro Armendariz) |
| Frank McRae          | Sharkey                                       |
| Grand L. Bush        | DEA-agent Hawkins                             |
| Cary-Hiroyuki Tagawa | Kwang                                         |
| Diane Hsu            | Loti (als Diana Lee-Hsu)                      |
| Alejandro Bracho     | Perez                                         |
| Guy De Saint Cyr     | Braun                                         |

## Filmmuziek

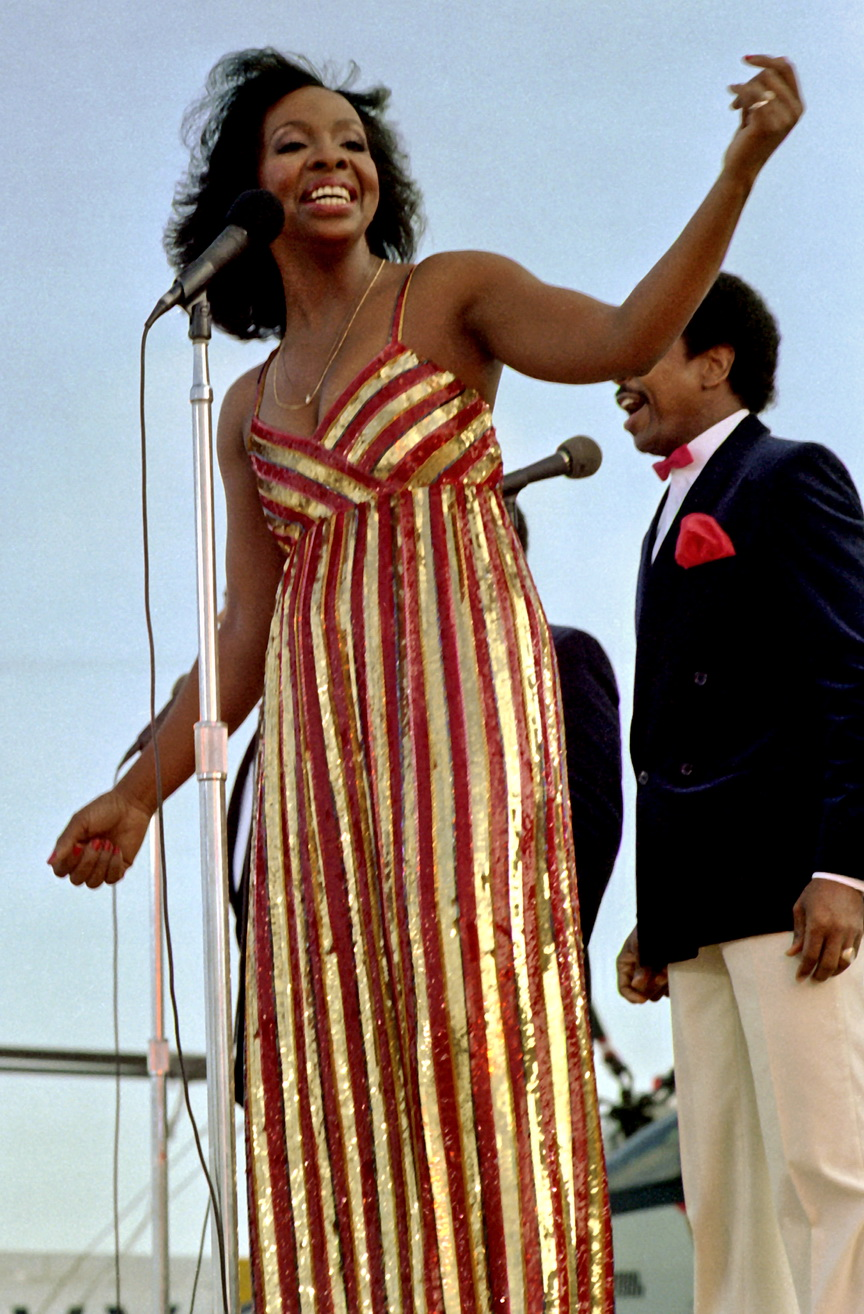
Gladys Knight zong de titelsong

De titelsong van de film, Licence To Kill, werd gezongen door Gladys Knight. Een ander opmerkelijk nummer uit de film is If You Asked Me To (gezongen door Patti LaBelle). Dit nummer werd in 1992 gecoverd door Céline Dion en werd een hit. De muziek werd gecomponeerd door Michael Kamen.
1. Licence To Kill
2. Wedding Party
3. Dirty Love
4. Pam
5. If You Asked Me To
6. James & Felix on Their Way to Church
7. His Funny Valentine
8. Sanchez is in the Bahamas/Shark Fishing
9. Ninja
10. Licence Revoked